# Berndt-Otto Rehbinder
Berndt-Otto Viktor Olof R. Rehbinder (Karlskrona, 1918. május 1. – Boden, 1974. december 12.) olimpiai és világbajnoki ezüstérmes svéd párbajtőrvívó.